# Гривда
Гривда (біл. Грыўда) — річка в Білорусі, у Слонімському й Івацевицькому районах Гродненської й Берестейської областей. Ліва притока Щари (басейн Балтійського моря).

## Назва
- Гривда — має західнобалтське (ятвязьке) походження[1].

## Опис
Довжина річки 85 км, похил річки — 0,5 м/км, середньорічна витрата води у гирлі — 5,8 м/км, площа басейну водозбору 1330км². Формується притоками, водоймами та багатьма безіменними струмками.

## Розташування
Бере початок у селі Кошлавічи Слонімського району. Спочатку тече переважно на південний схід через село Гривду і у Івацевічах повертає на північний схід. На пінічно-східній околиці Вішневки впадає у річку Щару, ліву притоку Німану.
Притоки: Шевалевщина, Гнийнянка (права); Булла, Булянка, Руднянка (ліві).
Населені пункти вздовж берегової смуги: Стародевятківка, Шигани, Новодевятківка, Урач, Хорошча, Сенькавичі, Любишчиці, Добринева.